# Ypreville-Biville
Ypreville-Biville – miejscowość i gmina we Francji, w regionie Normandia, w departamencie Sekwana Nadmorska.
Według danych na rok 1990 gminę zamieszkiwało 431 osób, a gęstość zaludnienia wynosiła 42 osoby/km² (wśród 1421 gmin Górnej Normandii Ypreville-Biville plasuje się na 507. miejscu pod względem liczby ludności, natomiast pod względem powierzchni na miejscu 333.).